# Gösta Finngård
Gösta Finngård, född 20 november 1885 i Älvsbacka församling, Värmlands län, död 7 februari 1963 i Gävle, var en svensk ämbetsman.
Efter studentexamen 1904 avlade Finngård reservofficersexamen 1907 och blev juris kandidat vid Lunds universitet 1911. Han blev underlöjtnant i Värmlands regementes reserv 1907 och löjtnant 1914. Han var tillförordnad länsnotarie i Malmöhus och Hallands län, blev biträdande länsnotarie 1915, landskanslist och extra länsnotarie i Värmlands län 1917, tillförordnad länsassessor 1924, länsnotarie av första klassen 1924, länsassessor 1929 och var tillförordnad landssekreterare i Jönköpings län 1930–1933 samt landssekreterare i Gävleborgs län 1937–1951.   
Finngård var löjtnant i Värmlands regementes reserv. Han var Bankinspektionens ombud hos Smålands Enskilda Bank 1929–1933, revisor i samma bank 1934–1937, ombud för Konungariket Sveriges Stadshypotekskassa hos Gävleborgs läns Stadshypoteksförening från 1941, inspektor vid Gävle kommunala flickskola från 1941 och ordförande i styrelsen för Ljusnans mätningsförening utan personligt ansvar från 1944.